# Schlacht von Vĩnh Yên
Haiphong – Hanoi – Papillon – Léa – Ceinture – Route Coloniale 4 – Vĩnh Yên – Mạo Khê – Sông Đáy – Hòa Bình – Nghia Lo
– Lorraine – Nà Sản – Bretagne – Adolphe – Laos I – Atlante – Camargue – Hirondelle – Brochet – Mouette – Laos II – Điện Biên Phủ –  Mang-Yang-Pass
Bei der Schlacht von Vĩnh Yên kämpften die Việt Minh gegen die französischen Kolonialtruppen während des Indochinakriegs. Bei der Schlacht versuchten die Viet Minh vom 13. bis zum 17. Januar 1951 in das Kerngebiet Nordvietnams um das Delta des Roten Flusses einzubrechen. Die Angriffe wurden mittels massivem Einsatz von Luftunterstützung abgeschlagen. Auf vietnamesischer Seite firmierte die Schlacht unter dem Namen Operation Hoang Hoa I.

## Vorgeschichte
Seit der Augustrevolution kämpften die Viet Minh gegen die Wiedererrichtung des französischen Kolonialstaats in Indochina und für die Unabhängigkeit Vietnams mit einem kommunistischen Gesellschaftsmodell. Die Viet Minh waren seit 1950 durch den Sieg der Kommunisten im Chinesischen Bürgerkrieg deutlich aufgerüstet worden. Ende 1950 konnten die Viet Minh durch Erfolge im Grenzgebiet zu China unter anderem bei der Schlacht an der Route Coloniale 4 die Peripherie Nordvietnams mehr und mehr unter ihre Kontrolle bringen.
Ende 1950 sprach sich eine knappe Mehrheit der vietnamesischen Militärführung für eine Offensive gegen das dicht besiedelte Delta des Roten Flusses aus. Dabei war das Hauptziel Territorium im Delta zu gewinnen um die eigene Ernährungslage zu verbessern. Eine Minderheit hielt die Streitkräfte der Viet Minh noch für zu schwach, um eine solch ausgedehnte Operation gegen die französischen Truppen erfolgreich durchführen zu können. Vo Nguyen Giap, der militärische Oberbefehlshaber selbst sah jedoch seine Truppen bereit, konventionelle Gefechte gegen die Franzosen zu führen. Die chinesischen Militärberater der Viet Minh waren ebenso der Ansicht, dass vor dem Hintergrund der Erfolge im Koreakrieg eine Offensive positiv verlaufen würde. Der Propagandaapparat der Viet Minh gab um den Jahreswechsel die Parole aus, Ho Chi Minh bis zum nächsten Tet-Fest nach Hanoi zu tragen.

## Verlauf
Giap wählte als Ziel eines Durchbruchs in das Delta die Provinzhauptstadt Vĩnh Yên. Er formierte nordöstlich der Stadt die 308. und 309. Viet-Minh-Division mit rund 65 Infanterie-, 12 Artillerie- und 8 Pionierbataillonen. Der Angriff begann am 13. Januar 1951. Die Viet Minh konnten bis zum 14. Januar 1954 die französische Mobile Gruppe, welche die Stadt verteidigte, einkesseln. Der französische Oberbefehlshaber in Indochina Jean de Lattre de Tassigny verfolgte das Gefecht aus einem Beobachtungsflugzeug und koordinierte das Heranbringen von Reserven per Fallschirmabsprung und Lastwagen sowie den Einsatz sämtlicher verfügbarer Luftunterstützung selbst. Die Massenangriffe der Viet Minh nach chinesischem Vorbild brachen unter Artilleriefeuer und Bombardierungen zusammen. Insbesondere der weit verbreitete Einsatz von Napalm führte zu massiven Verlusten unter den Angreifern. Nachdem Giap am 17. Januar einen erneuten Durchbruch versucht hatte, zogen sich die Viet Minh-Truppen von der Stadt zurück.
Die Viet Minh setzten rund 180.000 Lastenträger ein um die Kampfverbände bei Vin Yenh zu unterstützen. Diese lieferten rund 5000 Tonnen Nachschub ins Kampfgebiet. Um den Munitionsnachschub für die französischen Kräfte sicherzustellen, musste der Chef der MAAG Indochina außerplanmäßige Lieferungen aus US-Depots in Japan beim Pazifikoberkommando erwirken.

## Folgen
Die Viet Minh hatten bei dem Versuch Vinh Yen einzunehmen 6.000 Tote und 8.000 Verwundete zu beklagen. Giap versuchte jedoch weiterhin einen konventionellen Einbruch in das Delta zu schaffen. Erst nachdem zwei weitere Versuche im Frühjahr und Sommer 1951 gescheitert waren, wandte sich die vietnamesische Führung von dieser Strategie ab.
Auf französischer Seite wurde de Lattre als Retter Hanois gefeiert. Er selbst bemerkte nach den Gefechten, dass der massive Einsatz von Rüstungsgütern der USA in Form von Bombenflugzeugen und Artilleriegeschützen entscheidend für die Verteidigung der französischen Position gewesen sei.